# Г'юрме Намг'ял
Г'юрме Намг'ял (тиб. གྱུར་མེད་རྣམ་རྒྱལ; д/н — 11 листопада 1750) — 3-й старший калон і міванг (політичний і військовий правитель) Тибету в 1747—1750 роках. Відомий також як Далай-Батур, Джурме-Намге, Чжурмед-намчжал.

## Життєпис
Походив зі знатного тибетського роду з Цангу. Другий син Полане Сонам Топге, міванга Тибету. Замолодубрав участь у військових походах батька. Згодом очолював кінноту. Зогляду на погіршення здоров'я його старшого брата Г'юрме Єше Цетен, намісника Нгарі, вибір спадкоємця впав на Г'юрме Намг'яла. таке рішення Полане Сонам Топге було затверджено цінським урядом 1746 року.
1747 року після смерті батька спадкував владу старшого калона та титули сіцзан-вана другого рангу та цзюньвана. Продовжив політикупопередника, обмеживши до мінімума вплив Далай-лами VII на будь-які справи в Тибеті. 1748 року вирішив арештувати брата Г'юрме Єше Цетен, побоючись його тісних відносин з буддійським духівництвом. Але наштовхнувся на опір решти калонів. Втім мінванг став інтригувати проти старшого брата перед цінським урядом, але у січні 1750 року Г'юрме Єше Цетен помер від хвороби.
Це розв'язало руки Г'юрме Намг'ялу, що з самого початку планував відновити незалежність Тибету від імперії Цін. Ще у 1748 році домігся скорочення цінської залоги в Лхасі до 100 вояків, а потім дозволу на прибуття до Лхаси посольства джунгарського хана Цеван Дорджі.
1750 року, прагнучи звільнитися від маньчжурського контролю, він задумав збройний виступ, став збирати війська нібито для боротьби з ойратами. 19 липня 1750 року амбани Фуцін і Лабдонь отримали звістку про підготовку 'Гюрме Намг'ялом: 1500 тибетських військ мали прибути до Лхаси з 49 вантажами боєприпасів. Невдовзі після цього міванг зібрав під своїм командуванням 2 тис. регулярних військ. У листопаді 1750 року він наказав перешкоджати використанню китайцями тибетської поштової системи, щоб амбани не могли спілкуватись із цінським урядом.
Натомість амбани запросили Г'юрме Намг'ял до цінської резиденції в Лхасі під приводом вручення імператорських подарунків. Тут раптово Фуцін і Лабдонь напали й вбили міванга. Єдина людина, яка врятувалася, був головний конюх Лобсан Таші. Він почав повстання проти Цін, але було швидко придушено.

## Наслідки
1751 року до ТИбету знову було введено цінські війська. Імператор Хунлі передав управління 4 калонам, підпорядкувавши їх Далай-ламі VII. Ханські і князівські титули скасовувалися. По всіх важливих справах калони мали радитися з амбанями, права яких розширилися, а цінську залогу в Лхасі було збільшено, відносини з Джунгарським ханством заборонялися. Таким чином, Тибет втратив значну частину самостійності, перетворившись з напівнезалоежної держави в певну автономію імперії Цін.